# Wilhelm Ackermann
Wilhelm Friedrich Ackermann (Herscheid, 29 marzo 1896 – Lüdenscheid, 24 dicembre 1962) è stato un matematico tedesco noto per i suoi contributi nell'ambito della logica matematica e per la funzione omonima.
Ackermann conseguì il dottorato all'Università di Gottinga nel 1925 con la tesi, scritta sotto la supervisione di David Hilbert, Begründung des "Tertium non datur" mittels der Hilbertschen Theorie der Widerspruchsfreiheit, una dimostrazione della consistenza dell'aritmetica apparentemente senza l'induzione di Peano.
Dal 1929 al 1948 insegnò all'Arnoldinum Gymnasium di Burgsteinfurt, e dopo al Lüdenscheid fino al 1961.
Fu professore onorario all'Università di Münster (Vestfalia).